# Панамтхундил, Георг
Георг Панамтхундил (англ. George Panamthundil; род. 20 мая 1972, Тривандрум, Индия) — индийский прелат и ватиканский дипломат. Титулярный архиепископ Флорианы с 16 июня 2023. Апостольский нунций в Казахстане с 16 июня 2023. Апостольский нунций в Кыргызстане и Таджикистане с 15 июля 2023.